# Jurica Golemac
Jurica Golemac (* 29. Mai 1977 in Zagreb, SR Kroatien) ist ein ehemaliger slowenischer Basketballspieler mit kroatischer Staatsbürgerschaft. Der slowenische Nationalspieler spielte bei verschiedenen Vereinen in ganz Europa, in der Regel aber immer nur für einen kurzfristigen Zeitraum. Zu den größten Erfolgen von Golemac gehören der Gewinn der FIBA EuroCup Challenge 2005/06 mit Ural Great Perm, der ABA-Liga 2002 und zwei Doubles mit Union Olimpija Ljubljana sowie der Gewinn der türkischen Meisterschaft mit Efes Pilsen 2003. Daneben gewann er noch weitere Pokalwettbewerbe in Slowenien und Israel. Nach seinem Karriereende 2013 wurde Golemac Trainer und begann seine neue Laufbahn bei KK Cibona in seiner Geburtsstadt.

## Karriere
Golemac debütierte mit 19 Jahren in seiner Heimatstadt bei KK Zrinjevac Zagreb, wo er in der ersten Saison als Ergänzungsspieler zum Einsatz kam und in elf Partien durchschnittlich 2,8 Punkte erzielte. Nach einem Jahr dort zog es ihn nach Slowenien, wo er einen Vertrag bei KK Olimpija Ljubljana unterschrieb, allerdings zuerst in dessen Farmteam in der zweithöchsten Spielklasse auf Korbjagd ging und anschließend auf Leihbasis zu KD Slovan wechselte. Durch gute Leistungen dort schaffte der ungefähr zwei Zentner schwere Power Forward nach seiner Rückkehr schnell den Sprung in die erste Mannschaft Ljubljanas und konnte sich auch dort etablieren. Nach dem Pokalsieg im Jahr 2000 konnte man in den folgenden zwei Jahren jeweils das slowenische Double aus Meisterschaft und Pokalwettbewerb gewinnen und außerdem wichtige Erfahrung in der EuroLeague sammeln. Der größte Erfolg in dieser Zeit war der Gewinn der ABA-Liga 2002 in ihrer Premierensaison. 
Nach insgesamt fünf Jahren in Slowenien wechselte Golemac 2002 in die Türkei zu Efes Pilsen, wo er türkischer Meister wurde, und kehrte nach einem Jahr in sein Heimatland Kroatien zurück, diesmal zu Cibona Zagreb, bei denen er in der Saison 2003/04 spielte. Nach zwei Jahren für Ural Great in Russland, wo man in der Saison 2005/06 die FIBA EuroCup Challenge gewann, spielte Golemac in der Saison 2006/07 in der israelischen Ligat ha’Al für Hapoel aus Jerusalem, mit denen er den nationalen Pokalwettbewerb gewinnen konnte. Es folgten weitere Stationen in Frankreich bei Paris-Levallois und Griechenland, wo er zu Beginn der Saison 2009/2010 für insgesamt 3 Monate beim Euroleague-Gewinner Panathinaikos Athen spielte und dort für verletzte Stammspieler einsprang. 
Im Dezember 2009 schloss sich Golemac dem Bundesligisten ALBA Berlin an, wo er bei der Nachholpartie gegen TBB Trier debütierte. Am 11. Mai 2010, einen Tag vor dem wichtigen zweiten Spiel ALBA Berlins im Play-off-Viertelfinale gegen die Deutsche Bank Skyliners, wurde Golemac aus disziplinarischen Gründen suspendiert und nahm an keinem der weiteren Play-off-Partien mehr teil. Anschließend unterschrieb er einen Vertrag bei KK Zadar in Kroatien. Auch hier wurde er bereits nach zwei Monaten infolge eines Disputs mit dem Trainer im Oktober 2010 aus seinem Vertrag entlassen. Anschließend spielte Golemac erneut in der griechischen A1 Ethniki für Kolossos aus Rhodos, mit denen er gerade noch die Play-offs um die Meisterschaft erreichte, in denen man in der ersten Runde gegen Olympiakos Piräus ausschied. 
Nachdem Golemac 2009 bereits kurzzeitig in der italienischen Lega Basket Serie A für Virtus Lottomatica Rom aktiv gewesen war, spielte er in der Saison 2011/12 erneut in der Liga für Sidigas aus Avellino. Auf dem neunten Platz verpasste man jedoch knapp den Einzug in die Meisterschafts-Play-offs. Seine letzte Spielzeit als aktiver Spieler spielte Golemac dann in seiner slowenischen Wahlheimat beim Meister KK Krka aus Novo mesto. Doch bereits bald nach Saisonstart beendete er seine Karriere endgültig. Krka konnte stattdessen Matjaž Smodiš reaktivieren, der in seiner letzten Saison mit Krka wiederum die Meisterschaft gewann. Nachdem er zunächst als Kommentator in den Medien gearbeitet, wurde er zur Saison 2013/14 Trainerassistent bei KK Cibona in seiner Geburtsstadt.
Mit dem Erhalt des slowenischen Zweitpasses war Golemac auch fester Bestandteil der slowenischen Nationalmannschaft, mit der er 2003, 2005 sowie 2009 an der EM-Endrunde teilnahm. Bei der EM-Endrunde 2009 erreichte er mit Slowenien den vierten Platz und verpasste nur knapp eine Medaille.

## Erfolge
- 2000: Gewinn des slowenischen Pokals mit BC Olimpija Ljubljana
- 2001: Gewinn der slowenischen Meisterschaft und des slowenischen Pokals mit BC Olimpija Ljubljana
- 2002: Gewinn der slowenischen Meisterschaft und des slowenischen Pokals mit BC Olimpija Ljubljana
- 2002: Gewinn der Adriatic League mit BC Olimpija Ljubljana
- 2003: Gewinn der türkischen Meisterschaft mit Efes Pilsen
- 2006: Gewinn des FIBA EuroCups mit Ural Great Perm
- 2007: Gewinn des israelischen Pokals mit Hapoel Jerusalem
- 2009: Vierter Platz bei der Europameisterschaft 2009 in Polen